# Zadig
Zadig o el Destí (Zadig ou la Destinée en francès) és una novel·la així com un conte filosòfic escrit per Voltaire, publicat per primera vegada el 1747 amb el nom de Memnon, i posteriorment estès i republicat el 1748 amb el títol actual. Segons Longchamp, secretari de Voltaire, aquest llibre fou escrit durant unes trobades a Sceaux, a casa de la duquessa de Maine.
Aquesta obra fou inspirada per un conte persa titulat Els tres prínceps de Serendip. Zadig arriba més lluny que Els tres prínceps de Serendip, ja que utilitza la ciència del seu temps per a arribar a les seves conclusions, adquirint una sagacitat que li descobrirà mil diferències allà on els humans només hi veuen la uniformitat. Voltaire no invoca el destí, sinó que parlarà de l'estranyesa de la providència.

## Resum de l'obra
Voltaire relata les desventures d'un noi jove víctima d'injustícia anomenat Zadig, que agafa experiència en un món oriental de fantasia. A vegades favorable i a vegades cruel, sempre canviant, la fortuna de l'heroi passa per alts i baixos que donen ritme al text: Zadig s'escapa moltes vegades de la presó i de les multes, car ha estat acusat en fals. Al final, Zadig és nomenat primer ministre del rei de Babilònia, s'adona que és un bon home, finalment apreciat pel rei, jutjant justament la gent i no segons la seva riquesa com feien altres ministres. Zadig treballa com a ministre del rei, doncs, per la igualtat i la justícia. Malauradament, Zadig ha de fugir del reialme de Babilònia a causa de l'amor compromès amb la reina Astarté, descobert per la cort. La inquietud de Zadig neix i el porta a creure que el rei planeja matar la reina per simple venjança. Durant el seu viatge, Zadig troba diversos personatges, coneix diferents sentiments com la desesperança i el sofriment i haurà d'encarar-se a la injustícia i la superstició, així com als perills que campen pel món, esperant el dia de retrobar Astarté.

## Personatges
Zadig és el personatge principal i epònim del conte. El seu nom significa el verídic en àrab i el just en hebreu. Es presenta des del primer capítol com un home virtuós, sense cap defecte (per a la societat de l'època de Voltaire). El seu millor amic, Cador, és un jove bell, amb un retrat imprecís al llibre. En àrab, Cador significa el que ho pot tot.
El primer amor de Zadig, amb el que creurà viure la felicitat, s'anomena Sémire. Emperò ella li serà infidel, així com la seva segona esposa, Azora. La dona del rei Moabdar, el seu darrer amor, i la que li farà perdre la raó, s'anomena Astarté, una dona bella amb qui Zadig es casa al final de la novel·la.
Després del primer capítol, Voltaire fa referència als principis de Zoroastre, que Zadig observa. El principi del mal és anomenat Ahriman –com el cortesà envejós anomenat Arimaze del capítol IV–, oposat al principi del bé, Orzmud. El gran mag de Zoroastre s'anomena Yébor, anagrama de Boyer, nom del bisbe de Mirepoix i enemic de Voltaire.
Zadig és per sobre de tot una sàtira feroç de les convencions socials i de les institucions del segle de les llums. L'humor i la ironia tenen un paper important en aquesta novel·la, car és per aquest mitjà que Voltaire critica les aparences i la societat francesa de l'època.
Llista de personatges de l'obra: 
- Zadig: filòsof de Babilònia, personatge principal de la història;
- Sémire: primer amor de Zadig; el traeix casant-se amb Orcan.
- Hermès: gran metge de Memfis;
- Orcan: rival de Zadig;
- Azora: segon amor de Zadig;
- Cador: amic fidel i confident de Zadig;
- Moabdar: el rei de Babilònia;
- Astarté: reina de Babilònia, darrer amor de Zadig;
- Sétoc: mestre de Zadig (en hebreu, significa calla);
- Almona: vídua (en hebreu, Almana significa vídua) ;
- Arbogad: bandit ric;
- Jesrad: àngel disfressat d'ermità;
- Arimaze: de sobrenom "l'envejós", vol destruir Zadig;
- Ogul: el mestre d'Astarté quan aquest era esclau;
- Missouf: segona esposa de Moabdar. També serà esclava del príncep d'Hyrcanie després d'Astarté;
- L'Ermite: és en realitat un àngel que guiarà Zadig cap a la felicitat. Aquest personatge s'inspira en un personatge misteriós mencionat a l'Alcorà, a la sura de la caverna (V. 60-82), anomenat Al-Khadir o "El verd", un home savi amb una gran coneixement i que Moisès va acompanyar en un viatge.